# Adalbert-Stifter-Gymnasium (Castrop-Rauxel)
Das Adalbert-Stifter-Gymnasium ist das älteste Gymnasium der Stadt Castrop-Rauxel. Es wurde im Jahr 1884 gegründet und liegt heute zentral am Rand der Castroper Altstadt. Namensgeber wurde nach dem Zweiten Weltkrieg der Dichter und Pädagoge Adalbert Stifter.

## Aktuelles
Die Schule ist ein städtisches Gymnasium und naturwissenschaftlich-technisch orientiert. Sie hat im Schuljahr 2020/21 937 Schüler. Unterrichtssprache ist Deutsch. Unterrichtete Fremdsprachen sind Englisch, Französisch, Latein sowie als dritte Fremdsprache Spanisch. In der Oberstufe wird als neu einsetzende Fremdsprache ebenfalls Spanisch angeboten. Besondere Profilschwerpunkte sind der musische Bereich mit Chören und Orchestern sowie der künstlerische Bereich. Das ASG kooperiert zur Erweiterung der Angebote der weiterführenden Schulen mit gymnasialer Oberstufe mit dem Ernst-Barlach-Gymnasium und der Willy-Brandt-Gesamtschule Castrop-Rauxel. Eine Nachmittagsbetreuung ist vorhanden.
Das Adalbert-Stifter-Gymnasium ist eine technisch modern ausgestattete Schule mit einer zeitgemäßen und funktionstüchtigen digitalen Infrastruktur: Alle Unterrichtsräume verfügen über ein leistungsfähiges WLan sowie digitale Präsentationsgeräte; ab der Jgst. 7 werden alle Klassen als Tabletklassen geführt.

## Lage
Das Gymnasium liegt am Rande der Castroper Altstadt (Leonhardstr. 8, 44575 Castrop-Rauxel), direkt gegenüber dem Markt und damit sehr zentral. Der Busbahnhof ist fünf Gehminuten entfernt und garantiert eine gute Anbindung an alle Stadtteile. Aus diesem Grund werden am ASG häufig Schüler eingegliedert, die aus Randlagen der Stadt stammen und geografisch eine gleichwertige Schule näher hätten, welche aber schlechter erreichbar wäre.
Das Anwesen ist größtenteils offen gestaltet, zumal die Leonhardstraße als öffentlicher Weg mitten hindurch führt. Jedoch wurde der Schulhof hinter dem Hauptgebäude im Jahre 2018 mit einem Zaun versehen, wodurch die öffentliche Nutzung eingeschränkt wurde. Die Leonhardstraße ist seit 1983 eingegliedert und gilt im Gebiet der Gebäude rechtlich als Schulhof. Die Gebäude umfassen das Hauptgebäude (Räume 1xx bis 4xx), das Oberstufengebäude (Räume 5xx) mit der kleinen Aula, die Cafeteria, die große Aula mit dem angeschlossenen Bürgerhaus und die Turnhalle, die als Mehrzweckhalle konstruiert ist. Das Oberstufengebäude und die Cafeteria stehen heute unter Denkmalschutz.
Westlich grenzt diesseits der Schillerstraße eine Hauptschule an, deren ursprüngliches Gebäude jenseits der Schillerstraße lag.
Bis zu seiner Überbauung diente lange Jahre der nahe gelegene Fußballplatz als Sportplatz. Im Sommer wurde das heute nicht mehr existierende Südbad als Schwimmbad genutzt. Der Stadtgarten dient dem Lauftraining.

## Bauliche Besonderheiten

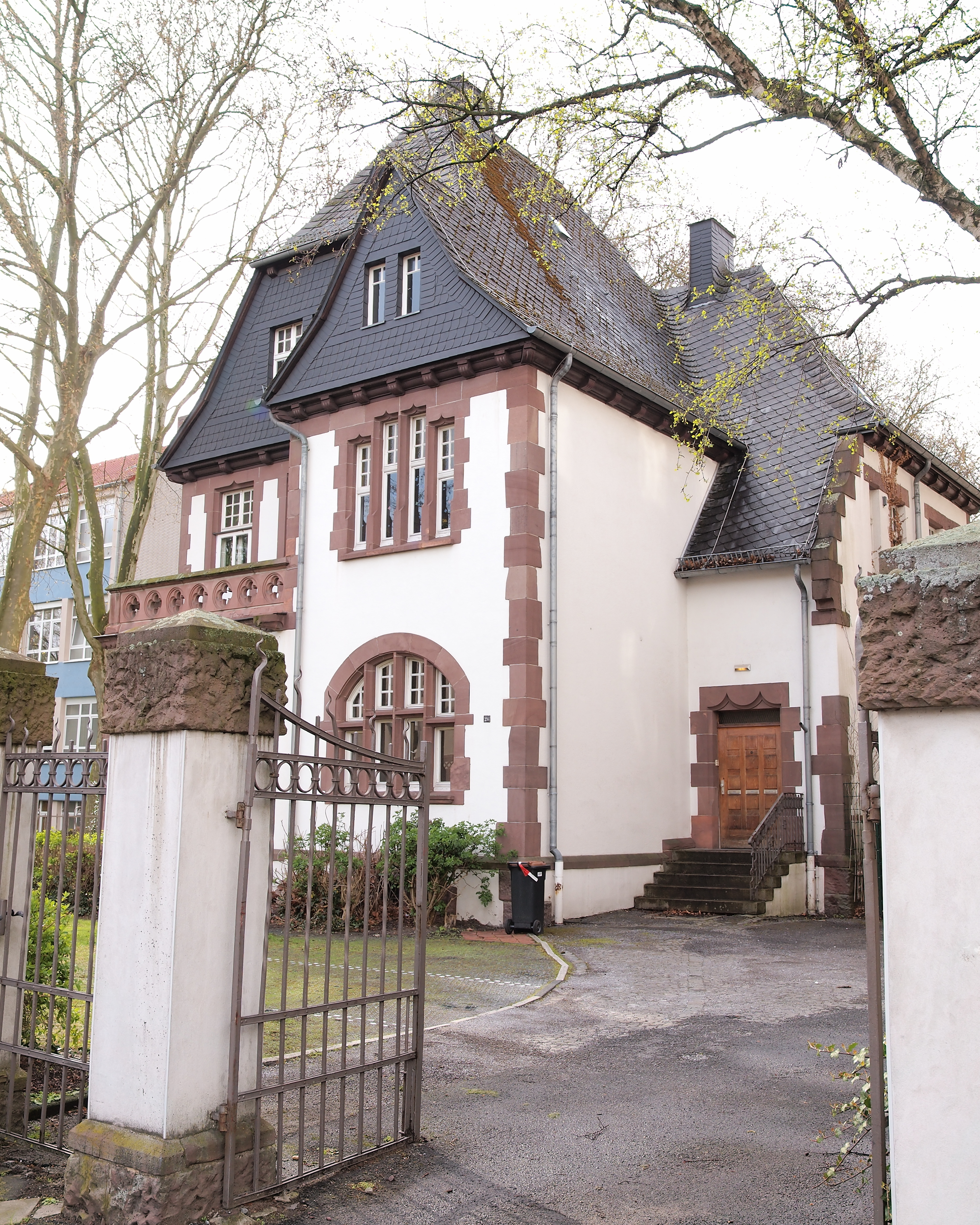
Direktorenvilla

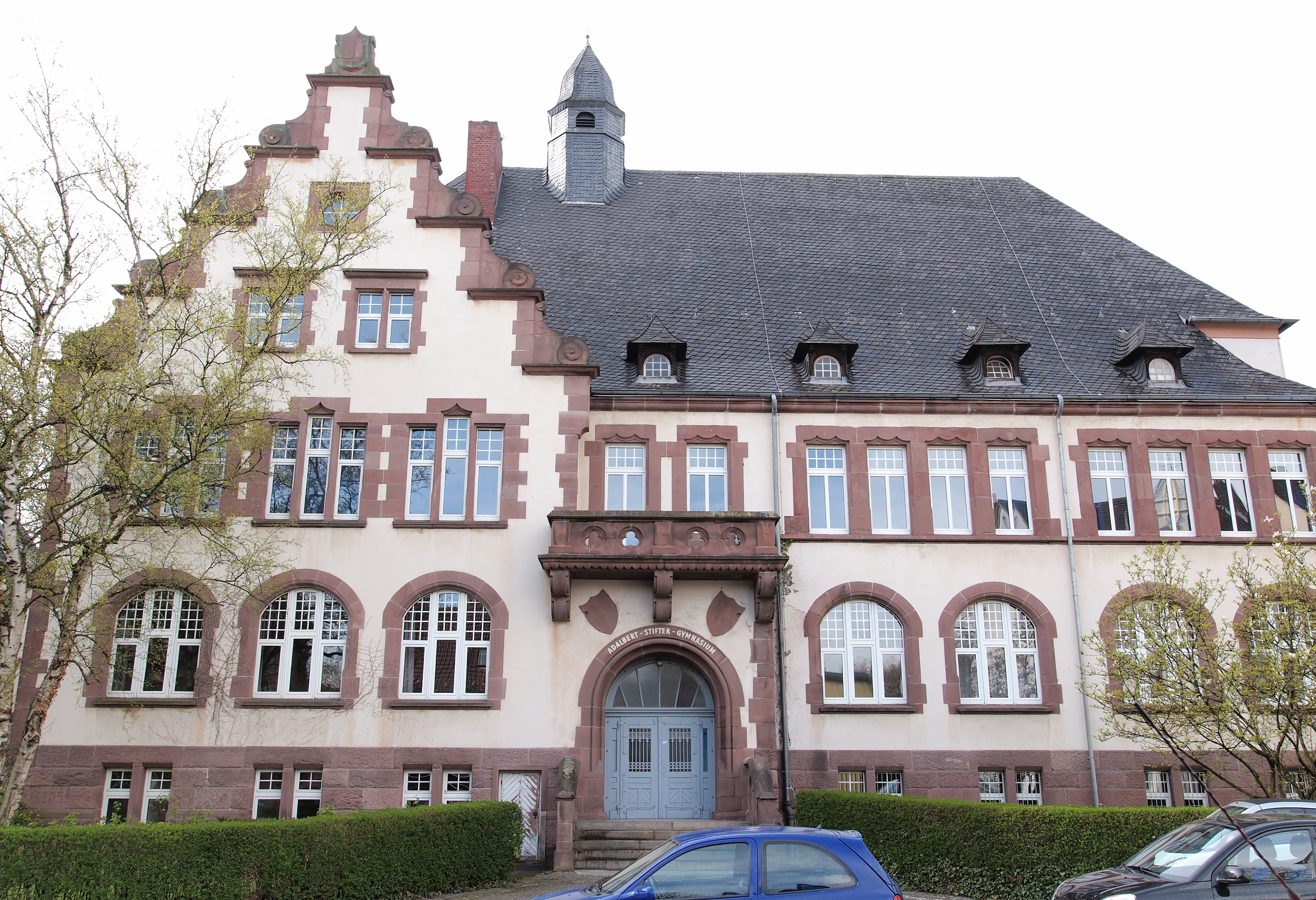
Oberstufengebäude

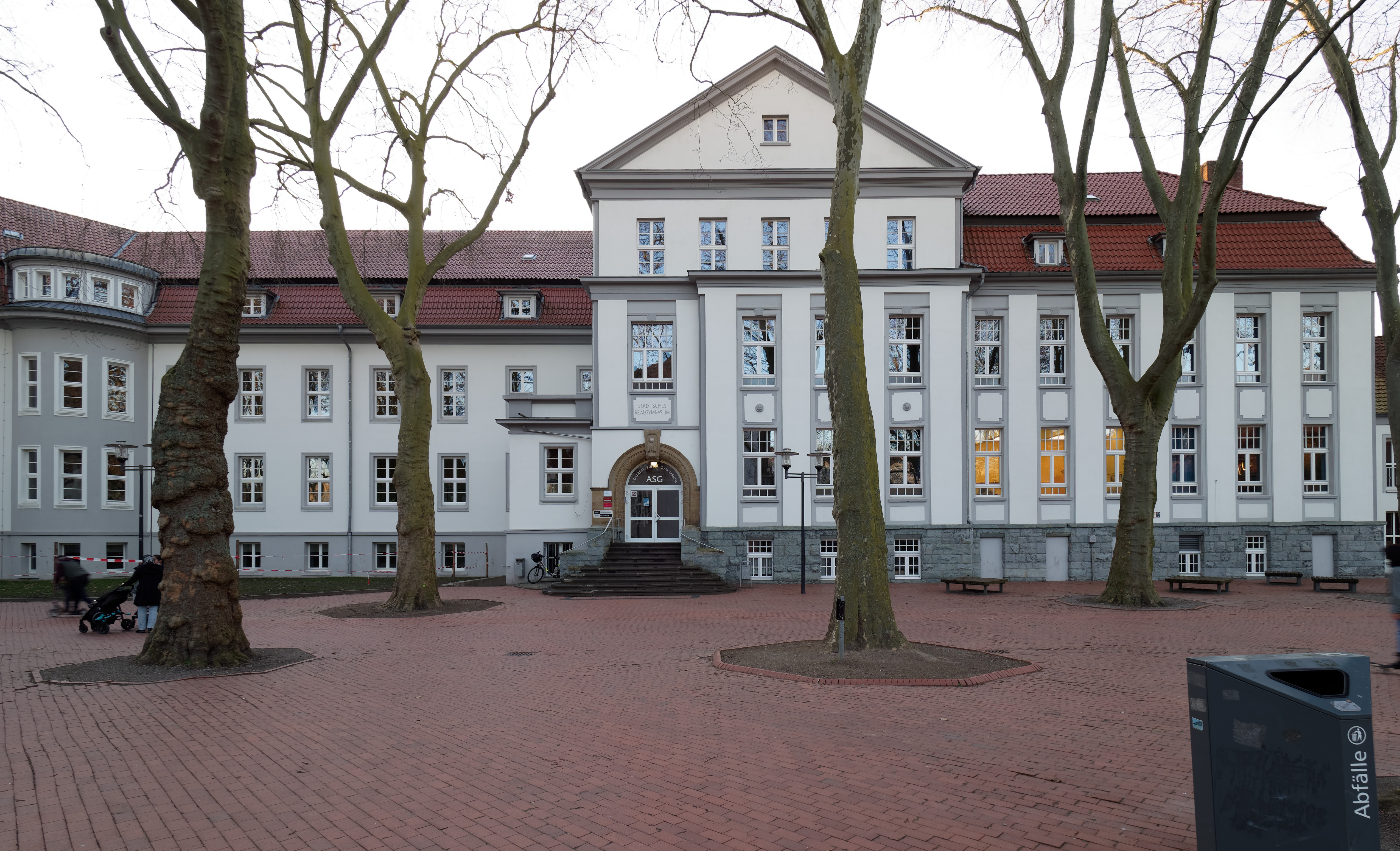
Hauptgebäude

Die ebenfalls auf dem Schulgelände stehende Villa mit der Schülerbibliothek war ursprünglich das Gebäude des Stadtdirektors. Später wurde es als Wohngebäude für beide Hausmeister genutzt, bis es seine heutige Bestimmung erhielt. Aufgrund seiner Ursprünge und der praktisch unveränderten Bausubstanz wurde es unter Denkmalschutz gestellt.
Das daneben liegende Oberstufengebäude steht gleichfalls unter Denkmalschutz.
Das Dach des Hauptgebäudes sowie das Dach der Turnhalle dient als Träger für eine Photovoltaikanlage.
Einer der zwei Schulhöfe ist eine öffentliche Straße. Rechtlich gilt sie im Bereich der Schule als Schulgelände und steht damit unter dem Hausrecht des Rektors. Die Straße verläuft zwischen dem Hauptgebäude und den denkmalgeschützten Gebäuden.

## Bedeutung für die Stadt
Das ASG war lange Jahrzehnte bis zur 1970 eingeführten Koedukation die einzige höhere Jungenschule der Stadt. Deswegen hatte bis in die 1990er Jahre hinein der weit überwiegende Teil der bedeutenden lokalen Persönlichkeiten – Ärzte, Juristen und Unternehmer – einen Abschluss dieses Gymnasiums.

## Geschichte
- 1884 – Josef Dahmen erhält am 8. April vom zuständigen Amt die Genehmigung, eine private Rektoratsschule für Knaben zu gründen. Der Unterricht beginnt mit 17 Schülern und einem Lehrer in der Gastwirtschaft Kalthoff.[2]
- 1886 – Unterbringung in einem geräumten Krankenhaus.
- 1904 – Die Schule wird städtisch. Es werden beide Geschlechter getrennt unterrichtet.
- 1906 – Einzug in das neu errichtete, heutige Oberstufengebäude.
- 1912 – Die Rektoratsschule wird zum Progymnasium, Mädchen- und Jungenschule getrennt.
- 1913 – Der nördliche Teil des heutigen Hauptgebäudes wird errichtet.
- 1920 – Die Schule wird zum Vollgymnasium.
- 1929 – Das Hauptgebäude wird erweitert.
- 1943 – Der Schulbetrieb findet wegen des Krieges in Schneidemühl/Pommern statt.
- 1951 – Das im Krieg zerstörte Gebäude ist wieder aufgebaut.
- 1959 – Das Schulgeld entfällt und Englisch wird die erste Fremdsprache.
- 1960 – Das Hauptgebäude wird um den naturwissenschaftlichen Trakt erweitert. Die Schule erhält ihren heutigen Namen.
- 1963 – Die große Aula, die 1982 abbrennt, wird errichtet. Nach dem Brand wird der Platz zum wilden Parkplatz und schließlich Teil der Hauptschule.
- 1968 – Die Oberstufe wird nach einem Konzept reformiert, welches das ASG selbst entwickelte.
- 1970 – Die Koedukation wird eingeführt. Die Zahl der Abiturienten verdoppelt sich in den Folgejahren.
- 1973 – Der blaue Pavillon wird errichtet und erst 2008 abgerissen.
- 1975 – Die Dreifachturnhalle wird errichtet.
- 1983 – Die Leonhardstraße wird umgebaut. Ziel war die Beseitigung der gesperrten Fahrbahn und Bürgersteige durch eine Fußgängerzone. In diesem Zug wurde der Garten und die Garagen der Hausmeisterwohnungen zu einem Fahrradabstellplatz umgestaltet. Der alte Standort hinter der Dreifachturnhalle war zu abgelegen und wenig einsehbar.
- 1984 – Die Hundertjahrfeier wird in der städtischen Europahalle gefeiert. Der Informatikunterricht wird als einer der ersten Schulen in der Oberstufe eingeführt. Aufgrund der frühen Phase sind Unterrichtskonzept (Programmieren), Schulbücher (Pascal in eingedeutschter Prosa) und Ausstattung (C64) noch sehr experimentell. Die Schüler teilen sich zu dritt einen Rechner.
- 1987 – Die alte Turnhalle wird zur neuen Aula und mit dem Bürgerhaus, der alten Feuerwache, verbunden.
- 1990 – Die Cafeteria wird eröffnet. Bis dahin verließen die Schüler unerlaubterweise das Schulgelände und deckten sich in den zahlreichen umliegenden Läden ein.
- 2006 – Das ASG belegt im Unicum-Wettbewerb „Schule des Jahres“ den 19. Platz.
- 2008 – Die Stadt Castrop-Rauxel genehmigt die Errichtung einer Solaranlage durch BürgerSolar auf dem Dach des Hauptgebäudes,[3] die bis zum Jahresende verwirklicht wurde.[4]
- 2018 – Fertigstellung der Erneuerung der Fassade.

## Projekte
- In den Schuljahren 2008/09 und 2009/10 beteiligte sich das ASG am Comenius-Projekt mit dem Schwerpunkt Musik. Die Schule übernahm dabei auch die Koordination.
- Von 2008 bis 2010 kooperierte das ASG mit dem LWL-Industriemuseum für die Kulturhauptstadt Ruhr 2010.[5] Dabei wurde das Thema „Helden“ bearbeitet, dessen Ergebnisse 2010 in der Henrichshütte Hattingen öffentlich präsentiert wurden.[6][7][8]

## Persönlichkeiten

### Schulleiter
1. 1884–1892 – Joseph Dahmen, Rektor
2. 1892–1894 – Georg Röther, Rektor
3. 1894–1898 – Arnold Joseph Rosenberg, Rektor
4. 1898–1910 – Ludwig Ferrari, Studiendirektor
5. 1910–1925 – Franz Ortmann, Studiendirektor
6. 1925–1934 – Franz Faßbinder, Oberstudiendirektor
7. 1934–1939 – H. A. Steffen, Studiendirektor
8. 1939–1945 – Albrecht Schöner, Oberstudiendirektor
9. 1948–1954 – Josef Twent, Oberstudiendirektor
10. 1954–1963 – Hermann Spreckelmeyer, Oberstudiendirektor
11. 1963–1969 – Heinrich Wilke, Oberstudiendirektor
12. 1969–1992 – Hermann-Josef Dirksen, Oberstudiendirektor
13. 1993–2012 – Wilfried Middeke, Oberstudiendirektor
14. 2012–2019 – Theo Albers
15. Seit 2019 – Joachim Höck

### Bekannte Lehrer
- Johannes Beisenherz (* 1949), Bürgermeister von Castrop-Rauxel von 2004 bis 2015, Referendar und Lehrer am Adalbert-Stifter-Gymnasium von 1974 bis 1987

### Bekannte Schüler
In der Reihenfolge des Geburtsjahres:
- Paschasius Hermann Rettler (1915–2004), Franziskaner und Bischof von Bacabal (Brasilien), Abitur 1933
- Friedhelm Ost (* 1942), Fernsehjournalist, Politiker und Staatssekretär, Abitur 1961
- Kurt Röttgers (* 1944), Philosoph, Abitur 1964
- Manfred Flügge (1946–2025), Schriftsteller und Übersetzer, Abitur 1965
- Prof. Dr. Wilhelm Schwick (* 1953), von 2008 bis 2022 Rektor der Fachhochschule Dortmund, Abitur 1976
- Hans-Peter Villis (* 1958), von 2007 bis 2012 Vorstandsvorsitzender der EnBW, Abitur 1978
- Micky Beisenherz (* 1977), Hörfunk- und Fernsehmoderator sowie Autor von TV-Formaten, Abitur 1997